# کرایسلر آسپن

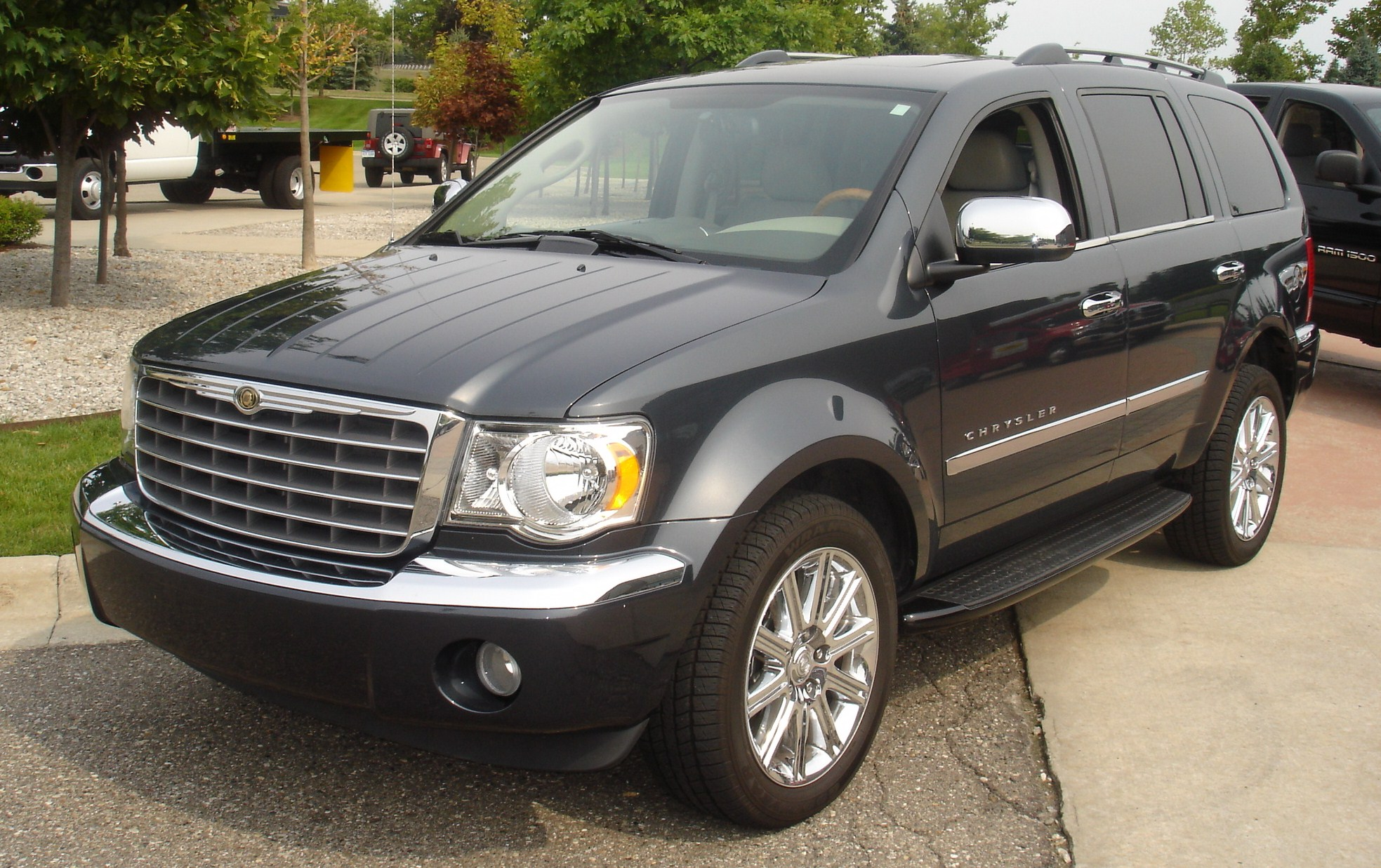

کرایسلر آسپن (Chrysler Aspen) نام یک اتومبیل ساخت شرکت کرایسلر است که در سال‌های ۲۰۰۶ تا ۲۰۰۹ در ایالات متحده آمریکا تولید شده‌است. طراحی آن موتور جلو، توزیع نیروی پیشران، خودرو چهار چرخ محرک بوده طول آن در حالت طبیعی ۲۰۰٫۸ اینچ (۵٬۱۰۰ میلیمتر) و عرض آن در حالت طبیعی ۷۶٫۰ اینچ (۱٬۹۳۰ میلیمتر) و ارتفاع آن در حالت طبیعی ۷۴٫۳ اینچ (۱٬۸۸۷ میلیمتر) است. سیستم جعبه‌دندهٔ آن ۵ دنده به صورت خودکار است.